# PAST ＜ FUTURE
『PAST < FUTURE』（パスト・フューチャー）は、安室奈美恵の9枚目のオリジナル・アルバム。CD+DVD、CDは2009年12月16日発売。PLAYBUTTONは2012年6月27日発売。

## 解説
前作『PLAY』より2年半ぶりとなるオリジナルアルバム。シングル「WILD／Dr.」の2曲に加え、リード曲「FAST CAR」、自身出演のCM『プレミアム ヴィダルサスーン』（Fashion×Music×VSキャンペーン）第4弾キャンペーンソング「MY LOVE」「COPY THAT」、DOUBLE（TAKAKO）の作詞による「LOVE GAME」、DOBERMAN INCをフィーチャリングに迎えた「FIRST TIMER」、久々のバラード曲「The Meaning Of Us」、「Dr.」の続編ソング「Defend Love」など全12曲を収録。
2012年6月27日にPLAYBUTTONが限定生産盤として発売された。
同年9月16日にデビュー20周年を記念して、CDが期間限定スペシャルプライス盤として再発売された（12月25日までの期間限定発売）。

## コンセプト
本作は、安室の「全てを空にして新しいスタートを切りたい」という決意から、「自らの作品を自ら打ち壊すことによって新しい作品を生み、新しい時代に突入する」というコンセプトのもと制作され、前年リリースのベストアルバム『BEST FICTION』のビジュアルを自ら破るジャケットになっている。発売が予告された11月上旬以降、『BEST FICTION』のジャケットビジュアルを持ち顔を隠す予約ポスターが配布され、様々な憶測を呼んでいた。タイトルにも“過去より大きな未来”という意味が込められている。

## 制作
「Bad Habit」は、クレイグ・デイヴィッド等海外大物アーティストから、w-inds.や倖田來未、谷村奈南、土屋アンナ、東方神起、中森明菜といった邦人アーティスト、またアジア圏で活躍するタイのアーティストタタ・ヤンに至るまで、ワールドワイドな楽曲提供・コラボを次々に実現させている多国籍コンポーザー・プロデューサー集団"Phrased Differently"が制作。
DVDには新曲4曲を含む6曲のミュージック・ビデオを収録。「FAST CAR」のビデオは、『ヴィダルサスーン』第3弾のキャンペーンテーマでもある中世ブルジョワゴージャスの世界をモチーフに制作された。また「Defend Love」のビデオでは、アニメ『機動戦士ガンダム』とのコラボレーションが実現し、「Dr.」に続きフルアニメーションで制作された。楽曲は「守るべき愛（世界）」をテーマに制作されたもので、劇中では主人公アムロ・レイと共演している。

## リリースマーケティング、プロモーション
本作を引っさげて、翌2010年4月から11月までホールツアー『namie amuro PAST < FUTURE tour 2010』を開催。自身最多公演数かつ女性ソロアーティスト最多公演数の更新となる80公演を記録する、約8ヵ月にも及ぶロング・ツアーとなり約21万人を動員した。また、このツアーの東京公演の模様が収録されたライブDVD『namie amuro PAST < FUTURE tour 2010』も2作連続かつ通算4作目のミュージックDVDランキング首位となっている。

## チャート成績
本作の首位獲得により、10代・20代を経て30代の各年代でオリジナル・アルバムの首位を獲得したことになり、ソロアーティストとしては初の記録となった。さらに日本を含むアジア5ヶ国・地域でも首位を獲得し、日本人女性アーティストとしては史上初の記録となった。
累計出荷枚数は69.6万枚。累計売上枚数は57.6万枚。

## 収録曲

### CD・PLAYBUTTON
1. FAST CAR
作詞：TIGER
作曲：Anne Judish Wik/Ronny Svendsen/Robin Jensen/Nermin Harambasic/Chris Young
編曲：DSign Music
今作のリード曲
2. COPY THAT
作詞：michico
作曲：T.Kura & michico
編曲：T.Kura
P&G『プレミアム ヴィダルサスーン』Fashion×Music×VSキャンペーン・ソング（「アムロード」篇）
3. LOVE GAME
作詞：DOUBLE
作曲：Anthony Anderson/Joleen Belle/Jaden Michaels/Steve Smith
編曲：SA TrackWorks Productions
4. Bad Habit
作詞：TIGER
作曲：Hugo Lira/Thomas Gustafsson/Negin/lan-Paolo Lira
編曲：Hugo Lira, Thomas Gustafsson & lan-Paolo Lira
5. Steal my Night
作詞：Kanata Okajima/Jeff Miyahara
作曲・編曲：Jeff Miyahara
6. FIRST TIMER feat. DOBERMAN INC
作詞：michico/DOBERMAN INC
作曲：T.Kura & michico/DOBERMAN INC
編曲：T.Kura
7. WILD
作詞：michico
作曲：T.Kura & michico
編曲：T.Kura
35thシングル1曲目
日本コカ・コーラ『コカ・コーラ ゼロ』TV CMソング
8. Dr.
作詞・作曲・編曲：Nao'ymt
35thシングル2曲目
P&G『プレミアム ヴィダルサスーン』Fashion×Music×VSキャンペーン・ソング（「ブルジョワ・ゴージャス」篇）
9. Shut Up
作詞・作曲・編曲：Nao'ymt
10. MY LOVE
作詞・作曲・編曲：HIRO
P&G『プレミアム ヴィダルサスーン』Fashion×Music×VSキャンペーン・ソング（「リボーン」篇）
11. The Meaning Of Us
作詞：MOMO"mocha"N.
作曲：MOMO"mocha"N./U-Key zone
編曲：U-Key zone
BeeTVドラマ『女たちは二度遊ぶ』主題歌
12. Defend Love
作詞・作曲・編曲：Nao'ymt

### DVD
1. FAST CAR (Music Video)
ディレクター：久保茂昭
振付：KAORU、SHUN
2. LOVE GAME (Music Video)
ディレクター：久保茂昭
振付：SHUN
3. WILD (Music Video)
ディレクター：Caviar
振付：TETSUHARU
4. The Meaning Of Us (Music Video)
ディレクター：久保茂昭
5. Dr. (Music Video)
ディレクター：水崎淳平（神風動画）& 佐藤秀一 & 清水康彦
6. Defend Love (Music Video)
ディレクター：TANAKAZOO & 田中裕介

## 参加ミュージシャン
- 安室奈美恵：Vocal (全曲)

Additional Musician
- T.KURA：All Instruments (#2,6,7)
- Nao'ymt：All Instruments (#8,12)
- DSign Music：Programmed & All Instruments (#1)
- SA Trackworks：Programmed & All Instruments (#3)
- Hugo Lira：Programmed & All Instruments (#4)
- イアン・パオロ・リラ：Programmed & All Instruments (#4)
- トーマス・グスタフソン：Programmed & All Instruments (#4)
- Jeff Miyahara：All Instruments (#5)
- HIRO：All Instruments (#10)
- U-Key zone：All Instruments (#11)
- 大村真司：Guitar (#9)
- T$UYO$HI：Bass (#9)
- DOBERMAN INC：Guest Vocals (#6)
- MICHICO：Backing Vocals (#6)

## 発売形態
| 形態       | 発売日         | 品番         | ジャケット  | 備考                                                       |
| ---------- | -------------- | ------------ | ----------- | ---------------------------------------------------------- |
| CD+DVD     | 2009年12月16日 | AVCD-38010/B | ジャケットA | 初回限定デジパック仕様。予約者限定特典オリジナルポスター。 |
| CD         | 2009年12月16日 | AVCD-38011   | ジャケットB | 初回限定デジパック仕様。予約者限定特典オリジナルポスター。 |
| CD         | 2012年9月16日  | AVCD-38611   | ジャケットB | 期間限定スペシャルプライス盤。                             |
| PLAYBUTTON | 2012年6月27日  | AQZD-50741   | ジャケットA | 限定生産盤。                                               |